# Іванина Василь Миколайович

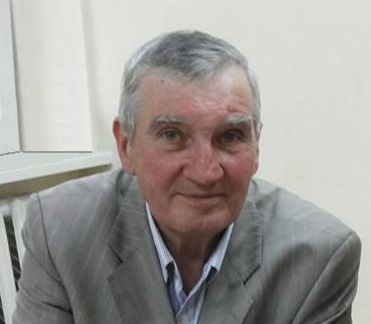
Василь Іванина, травень 2016

Василь Миколайович Іванина (нар. 8 липня 1947, с. Шапіхи Козелецького району Чернігівської області) — український прозаїк, перекладач. Член НСПУ (1993).

## Життєпис
Закінчив Київський університет (1970).
Працював у редакціях газет «Молодь України» (1972—1976), журналів «Під прапором комунізму» (1976—1981), «Знання та праця» (1981—1989), відповідальним секретарем редакції журналу «Дніпро» (1989—1992).
Від 1992 — у прес-службі Президента України, від 1993 — Президента і КМ України, 1994–98 — керівник прес-служби Верховної Ради України.
Від 1998 — керівник секретаріату комітету ВР України з питань свободи слова та інформації.

Член СЖУ, НСПУ.

## Творчість
Автор:

книжок повістей та оповідань: 
- «Поїздка до матері» (1987);
- «Журавлі з отчого краю» (1988);
- «Жалість» (1996);

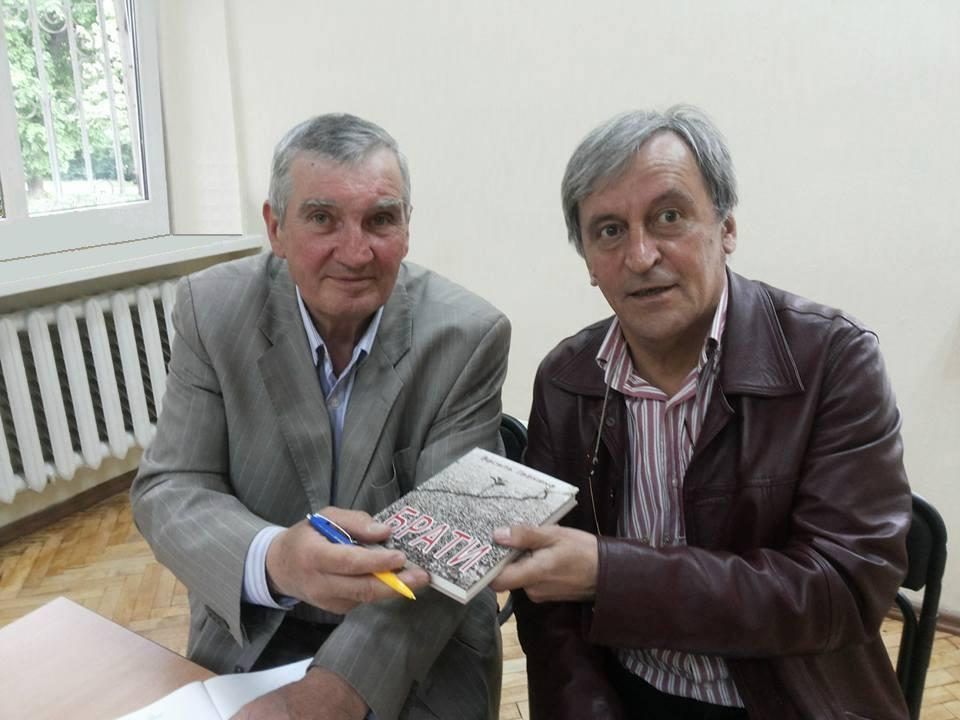
Василь Іванина і Станіслав Бондаренко, травень 2016, у видавництві «Український письменник»

- «Полин-люби-мене-не покинь» (1997)

романів
- «Агонія» (2004);
- «Любов і смерть узурпатора» (2006);
- «ДОПР» (2009);
- «З неба зіронька упала» (2013);
- «Брати» (2016);
- «Дорога від Щастя» (2018);
- «Сонце на Лемеші» (2020);
- «Каяття гетьмана Розумовського» (2023)

Переклав українською мовою з російської окремі твори Олександра Казанцева (кн. повістей «Дзвін сонця», К., 1988), Івана Єфремова (роман «Година бика», К., 1989), Е. Нуршина, Д. Ділова.

## Різне
Захоплення: футбол, полювання, читання книг.